# Gold's Gym

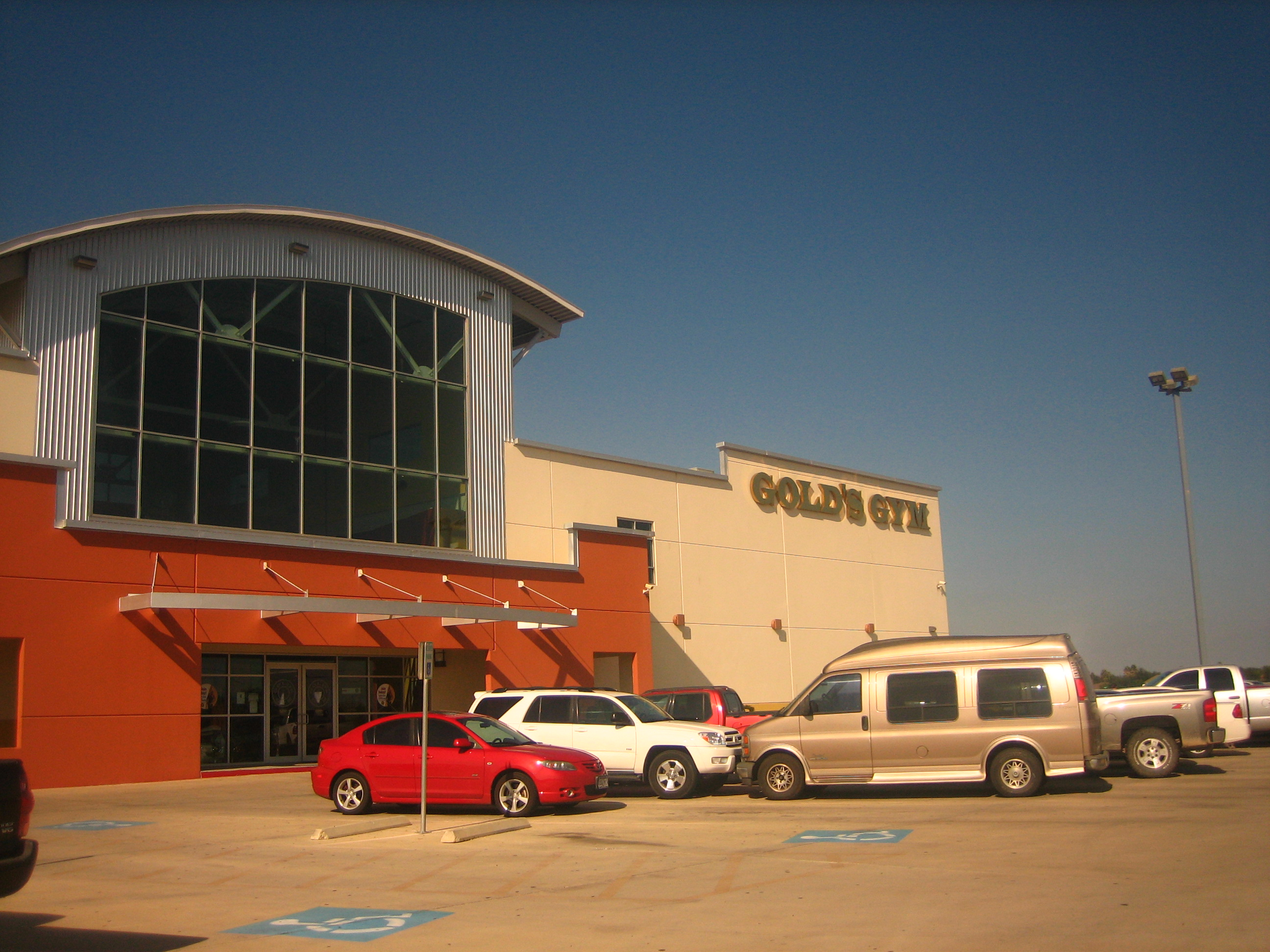
Gold's Gym în Laredo, Texas.

Gold's Gym International, Inc. este un lanț internațional de centre de fitness.
Proprietate a grupului texan TRT Holdings, firma are cca 30.000 de angajați, operează cca 700 de săli în peste 30 de țări, și are cca 3,5 milioane de membri, fiind astfel unul din cele mai mari lanțuri de fitness din lume.

## Istoric
Prima sală Gold's Gym a fost deschisă de către Joe Gold în toamna anului 1965 în Venice Beach, California. Consacrată drept „Meccă a culturismului”, ea a fost frecventată de Arnold Schwarzenegger, care a apărut în filmul Pumping Iron din 1977. Filmul a pus în centrul atenției nu doar sala ca atare, ci și lumea culturismului și exercițiul fizic în general. Tiger Woods, Keanu Reeves, Jessica Alba și Dwayne Johnson au fost, sau sunt încă, utilizatori ai sălilor acestui lanț.
În 1970 Joe Gold și-a vândut afacerea pentru suma de 50.000 dolari.